# Mant
Mant je naselje in občina v francoskem departmaju Landes regije Akvitanije. Naselje je leta 2009 imelo 286 prebivalcev.

## Geografija
Kraj leži v pokrajini Gaskonji 40 km južno od Mont-de-Marsana.

## Uprava
Občina Mant skupaj s sosednjimi občinami Aubagnan, Castelner, Cazalis, Hagetmau, Horsarrieu, Labastide-Chalosse, Lacrabe, Momuy, Monget, Monségur, Morganx, Peyre, Poudenx, Sainte-Colombe, Saint-Cricq-Chalosse, Serres-Gaston in Serreslous-et-Arribans sestavlja kanton Hagetmau s sedežem v Hagetmauu. Kanton je sestavni del okrožja Mont-de-Marsan.

## Zanimivosti
- cerkev sv. Fabjana in Sebastjana,
- nekdanja cistercijanska opatija Pontaut, ustanovljena leta 1115, ukinjena med francosko revolucijo; njena kapiteljska dvorana se danes nahaja v muzeju The Cloisters, delu Metropolitanskega muzeja umetnosti v New Yorku, medtem ko je del križnega hodnika v lasti Umetnostnega muzeja v Toledu, Ohio.